# Jeníkov (okres Chrudim)
Obec Jeníkov se nachází v okrese Chrudim v Pardubickém kraji, zhruba čtyři kilometry jihovýchodně od Hlinska. Žije zde 461 obyvatel.

## Historie
První písemná zmínka o obci pochází z roku 1392, byla založena na počátku 14. století. Jeníkov byl ve středověku vybudován jako lesní lánová ves s grunty po obou stranách komunikace. 

## Přírodní poměry
Na jihovýchodním okraji vesnice leží přírodní památka Louky v Jeníkově.

## Galerie

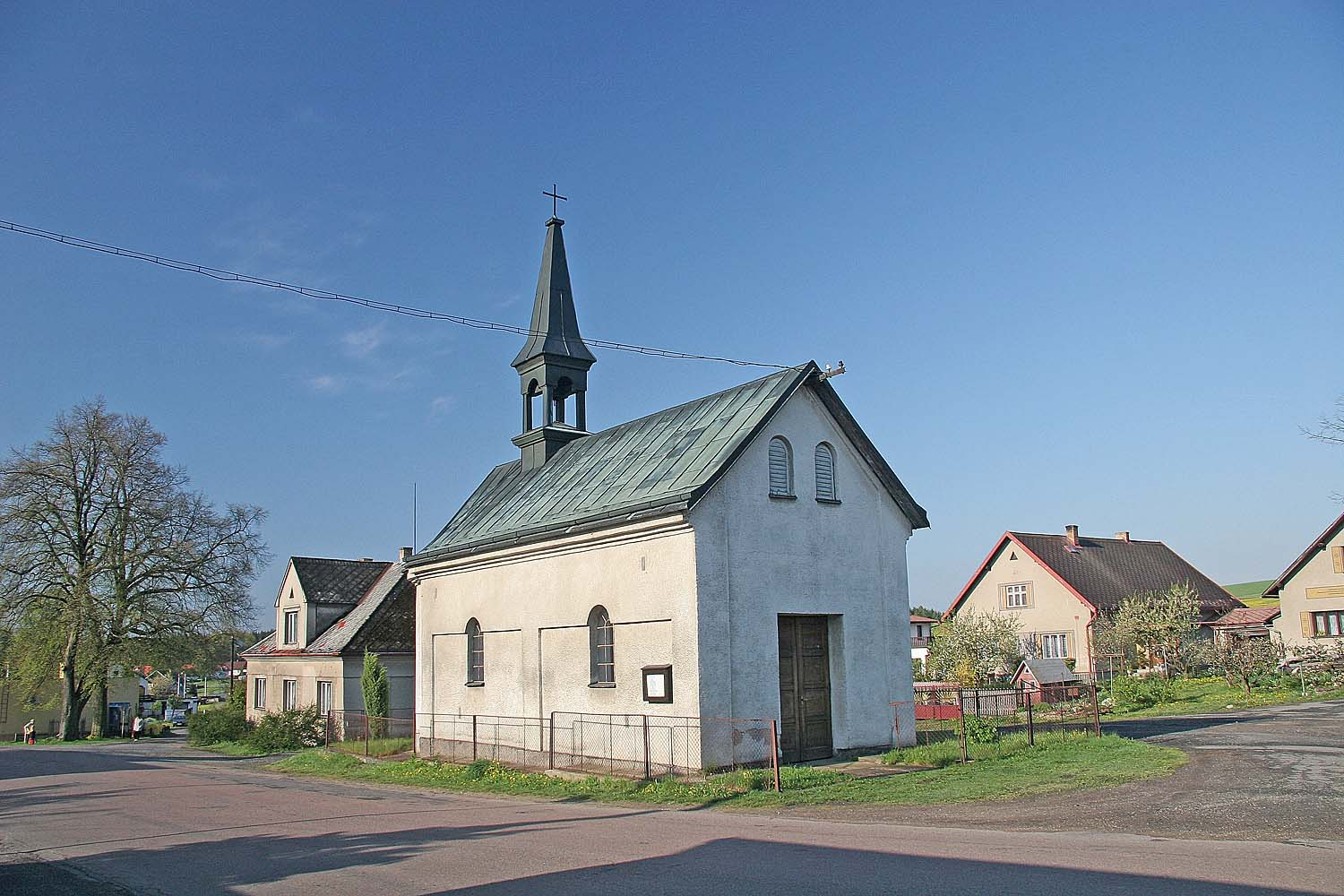
Kaple
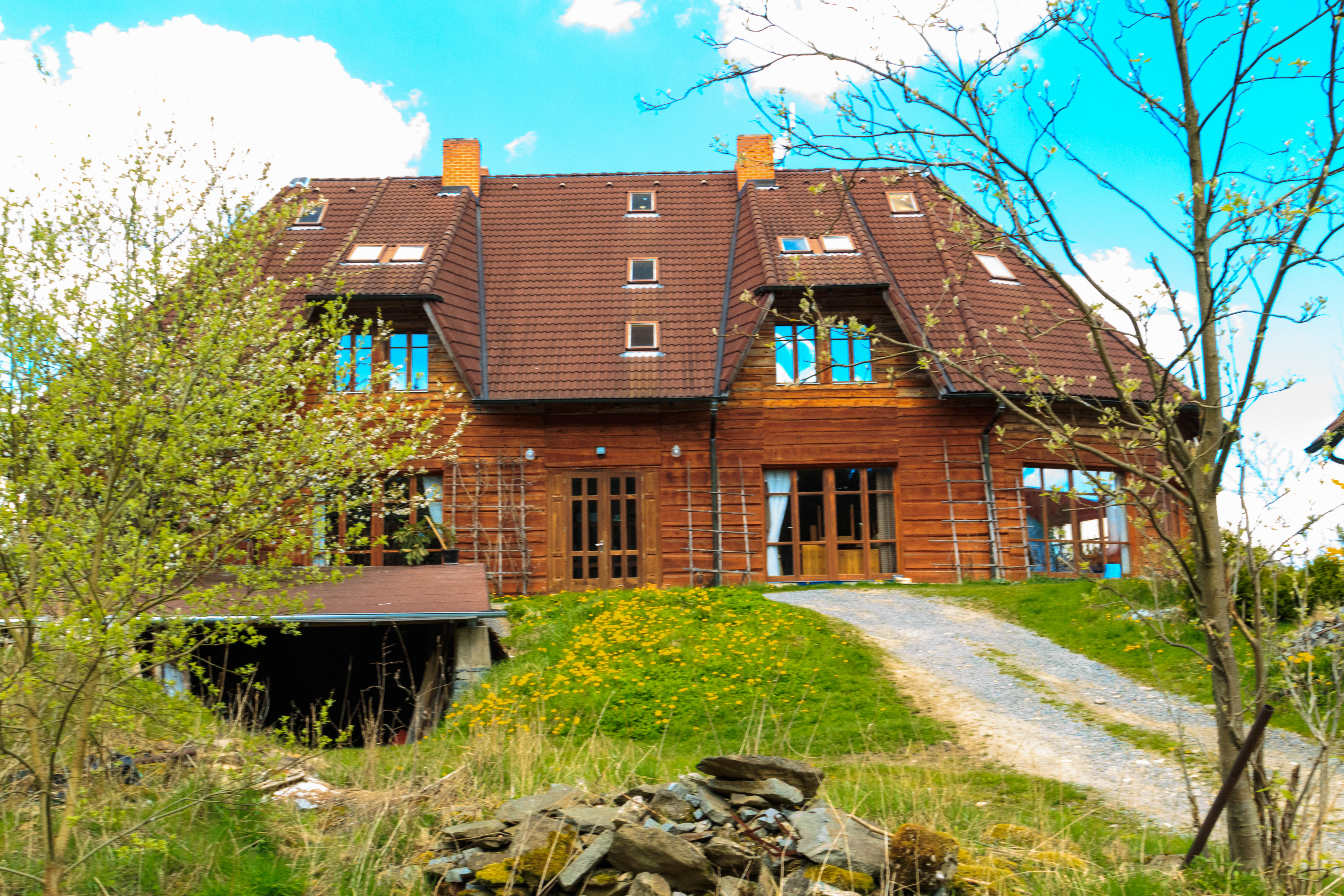
Roubenka
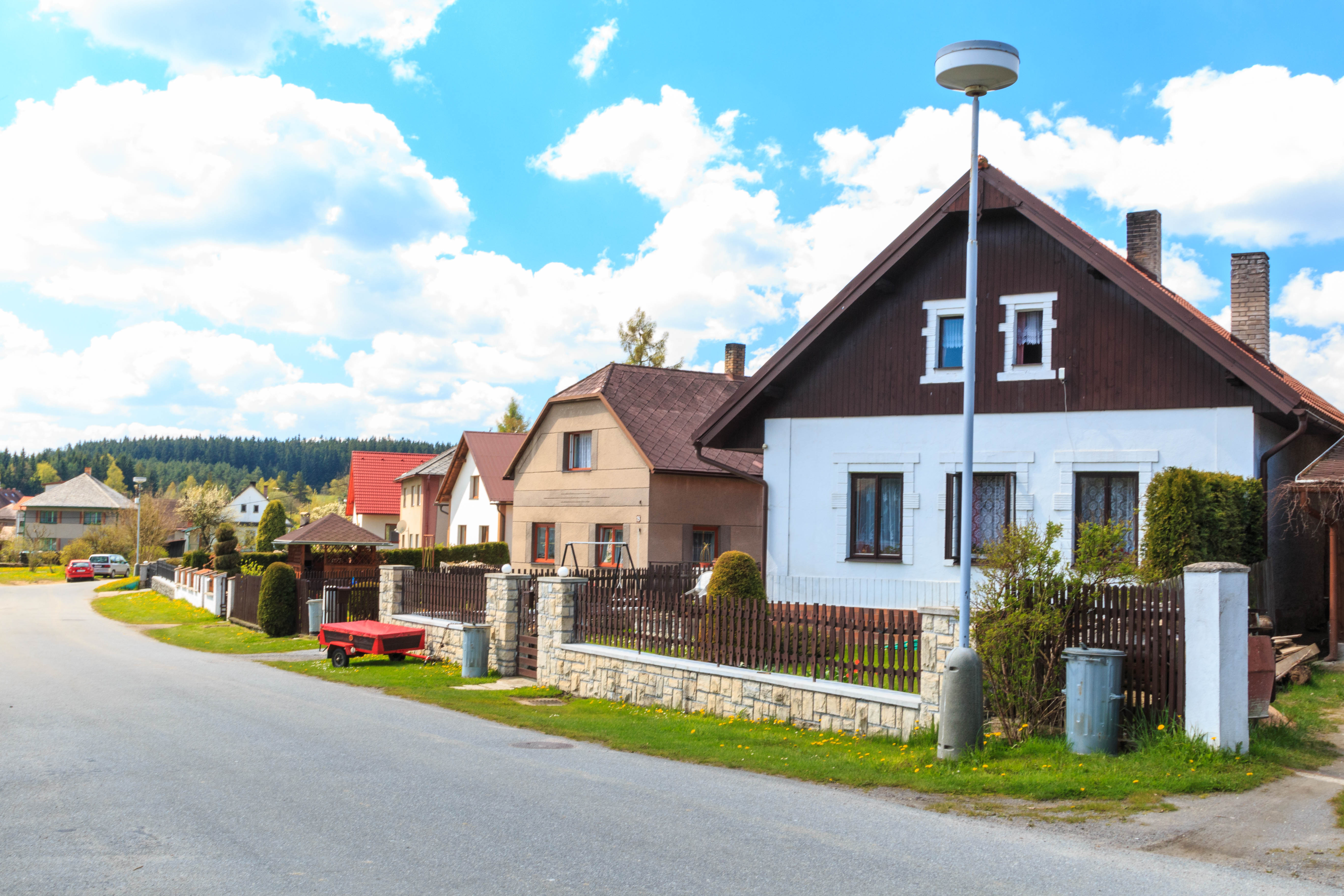
Dům čp. 39
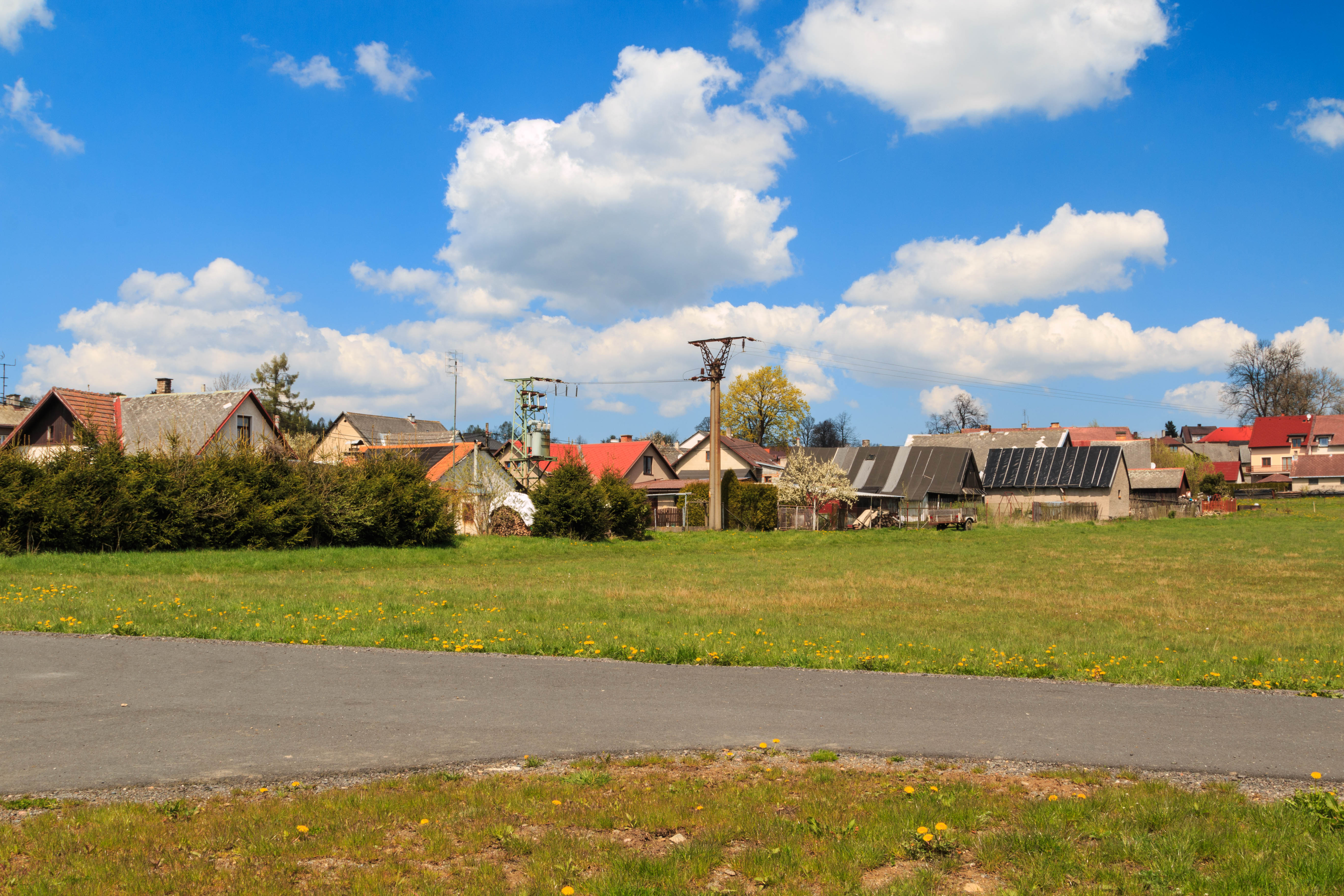
Pohled na Jeníkov od čističky